# Аджарська криза (2004)
Криза в Аджарії була політичною кризою в Аджарській автономній республіці Грузії, яку тоді очолив Аслан Абашидзе, який відмовився підкорятися центральній владі після усунення президента Едуарда Шеварднадзе під час Трояндової революції у листопаді 2003 року. Криза загрожувала перерости у військове протистояння, оскільки обидві сторони мобілізували свої сили на внутрішньому кордоні. Однак післяреволюційний уряд Грузії президента Михайла Саакашвілі зумів уникнути кровопролиття і за допомогою аджарської опозиції відновив своє панування. Абашидзе покинув регіон у вигнанні в травні 2004 року, і його змінив Леван Варшаломідзе.

## Напруженість

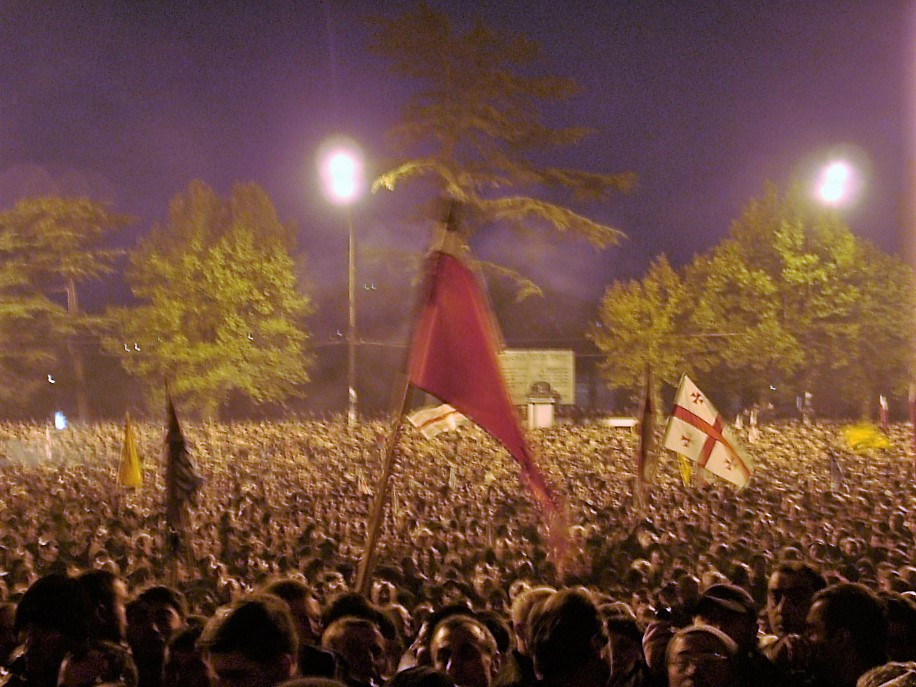
Грузини провадять Трояндову революцію в Тбілісі (листопад 2003 р.)

Лідер Аджарії Аслан Абашидзе, маючи рішучу опозицію до Трояндової революції, оголосив надзвичайний стан одразу після усунення Едуарда Шеварднадзе 23 листопада 2003 року. Після переговорів з центральною владою надзвичайний стан був тимчасово скасований 3 січня 2004 року, лише за день до президентських виборів. Надзвичайний стан було поновлено 7 січня, після чого відбувся розгін демонстрації опозиції. 19 січня десятки людей отримали поранення в результаті сутичок між протестувальниками та поліцією в селі Гоніо на півдні Аджарії. Протестувальники вимагали відставки Аслана Абашидзе. За підсумками візиту Абашидзе до Москви МЗС Росії 20 січня виступило із заявою, в якій підтримало політику Абашидзе та засудило його опозицію як "екстремістські сили". Наприкінці січня офіційні особи Грузії, зокрема виконувач обов'язків президента Ніно Бурджанадзе та обраний президент Михайло Саакашвілі, зустрілися з Абашидзе в Батумі.
20 лютого в офісі опозиційного руху знову відбулися обшуки після того, як опозиція влаштувала акцію протесту в Батумі. Зіткнення між прихильниками і опозицією Абашидзе також відбулися в Кобулеті. Заворушення збіглися з візитом до Батумі генерального секретаря Ради Європи (РЄ) Вальтера Швіммера, який провів переговори з Абашидзе. Президент Саакашвілі вимагав від керівництва Аджарії скасувати Міністерство безпеки Автономної Республіки, яке було головною зброєю репресій Абашидзе.

## На Чолокському мосту

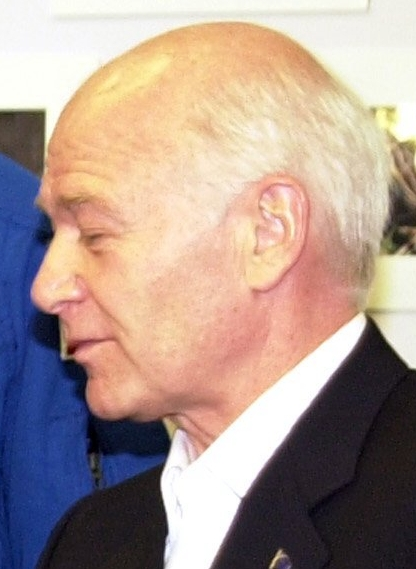
Аслан Абашидзе, лідер Аджарії (1991-2004)

Ситуація загострилася 14 березня, коли центральні грузинські чиновники, скориставшись перебуванням Абашидзе в Москві, вирушили до Аджарії для агітації на парламентських виборах, призначених на 28 березня. Проте про-Абашидзе збройні формування заблокували адміністративний кордон Аджарії на річці Чолокі та не дозволили президенту Міхеїлу Саакашвілі та іншим членам уряду поїхати до Автономної Республіки. Влада Аджарії заявила, що Саакашвілі збирався силою взяти контроль над регіоном.
У відповідь центральна влада Грузії запровадила часткові економічні санкції проти свого зухвалого регіону, намагаючись «вичерпати ресурси аджарського режиму». Напруженість між Тбілісі та Батумі спала 16 березня після того, як президент Саакашвілі та Аслан Абашидзе зустрілися та уклали угоду, яка дозволила зняти економічні санкції з Аджарії. Було досягнуто домовленості про роззброєння воєнізованих формувань в Аджарії, звільнення політичних в'язнів, спільний контроль над митницею і портом Батумі, а також створення умов для вільної передвиборної агітації в Аджарії. Однак у квітні Абашидзе відмовився роззброїти свої воєнізовані формування. 19-21 квітня військові командири Батумі генерал-майор Роман Думбадзе і Мурад Цинцадзе офіційно заявили про непідкорення наказам центральної влади. 24 квітня сенат Аджарії схвалив пропозицію Аслана Абашидзе про введення комендантської години в регіоні. Проте десятки бійців елітного спецпідрозділу Абашидзе почали залишати регіон і присягти на лояльність центральній владі країни. Кілька чиновників Аджарії також зробили це. Місцева опозиція відновила серію протестів у Батумі, яка була жорстко розігнана 30 квітня.
Наприкінці квітня Грузія розпочала свої найбільші в історії військові навчання на полігоні Кулеві поблизу чорноморського міста Поті. Масштабні військові ігри, близько 30 км від адміністративного кордону Аджарії, була демонстрація сили на тлі протистояння між центральною владою та лідером Аджарії. У відповідь сили Абашидзе підірвали два ключових мости, що з'єднують Аджарію з рештою Грузії через річку Чолокі, щоб запобігти вторгненню в Аджарію, яке нібито планувалося центральною владою країни. 3 травня Держдепартамент США засудив діяльність Абашидзе і звинуватив його в "спробі спровокувати військову кризу".

## Аджарська революція

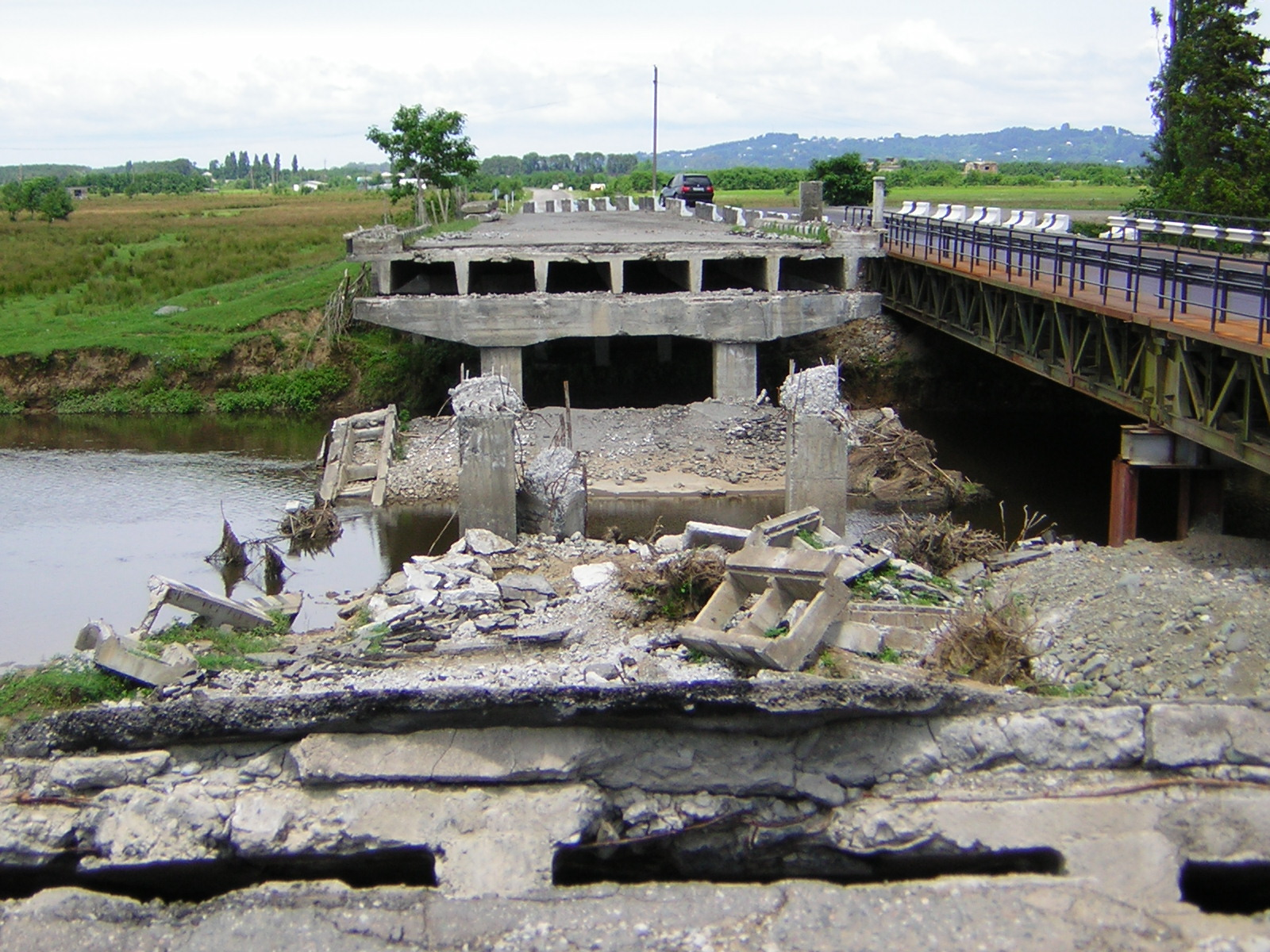
Міст через Чолоки, зруйнований прихильниками Абашидзе у квітні 2004 року

4 травня в Батумі місцеві сили безпеки напали на великий мітинг протесту опозиції. Повідомляється, що десятки протестувальників отримали поранення. Однак насильницький розгін мирної демонстрації став каталізатором ще більших протестів того ж дня. Десятки тисяч людей з усієї Аджарії вирушили до Батумі з вимогою відставки Абашидзе. Прем'єр-міністр Грузії Зураб Жванія та міністр внутрішніх справ Георгій Барамідзе 5 травня перетнули річку Чолокі та провели переговори з міністром внутрішніх справ Аджарії Джемалем Гогітідзе. Останній погодився відвести свої сили та воєнізовані формування від адмінкордону за умови гарантованої безпеки. Позиція Абашидзе стала неспроможною, коли місцеві протестувальники взяли під контроль центральну частину міста Батумі, а грузинський спецназ увійшов у регіон і почав роззброювати проабашиздівських бойовиків. Пізніше в той же день до Батумі прибув секретар Ради безпеки Росії Ігор Іванов. Абашидзе залишив посаду після нічних переговорів з Івановим і виїхав до Москви.
«Аслан утік, Аджарія вільна», — оголосив президент Саакашвілі на світанку Георгіївського дня 6 травня і привітав грузин з тим, що він назвав «другою безкровною революцією» в Грузії. Президент Саакашвілі також заявив, що відставка Абашидзе «прокладе шлях до процвітання Грузії». «Це буде початком територіальної цілісності Грузії», — додав він.
Саакашвілі вирушив до Аджарії незабаром після від'їзду Аслана Абашидзе і зустрівся з святкуючими аджарцями в Батумі.
7 травня в Аджарії було запроваджено пряме президентське правління та створено Тимчасову раду з 20 членів для керування Автономною Республікою до проведення нових місцевих виборів у регіоні. Головою уряду Автономної Республіки Аджарія призначено Левана Варшаломідзе.
Вибори до обласних парламентів відбулися 20 червня. Партія «Переможна Аджарія», яку підтримує президент Саакашвілі, отримала 28 місць із 30 у місцевому законодавчому органі. Решта два місця зайняли колишні соратники Саакашвілі, члени Республіканської партії. Були звинувачення у фальсифікації голосування від республіканців після того, як вони набрали менше 15 відсотків голосів.
20 липня Верховна рада Аджарії затвердила Левана Варшаломідзе головою уряду автономної республіки.